# MTV Video Music Brasil
MTV Video Music Brasil ou VMB foi uma premiação musical realizada e transmitida pela MTV Brasil exibido entre 1995 e 2012. A primeira edição do prêmio ocorreu em 1995 com o intuito de premiar os melhores videoclipes nacionais e internacionais através da votação de sua audiência e de um júri especializado para categorias técnicas. A última premiação ocorreu em 2012, a Artista do Ano foi Gaby Amarantos.
Em suas primeiras edições, era conhecido como MTV Video Music Awards Brasil, em referência ao VMA da MTV americana, premiação realizada pela MTV nos Estados Unidos. A partir de 2007, suas categorias foram reformuladas a fim de prestigiar os artistas e suas músicas, apesar de manter a categoria Clipe do Ano, para representar a antiga intenção. A votação feita pelo júri especializado foi retomada na 17ª edição da premiação, sendo que a audiência pode somente votar em quatro categorias. Na 18ª edição, a votação foi feita da seguinte maneira: a MTV Brasil lançou os indicados, a audiência votou para eleger os finalistas, e o juri escolheu os vencedores das 12 categorias da premiação do ano de 2012.
Pela primeira vez, a velha MTV Brasil não foi realizado em 2013, devido a uma grande crise financeira e o Grupo Abril foi devolver a marca MTV, para a detentora dos Estados Unidos, a Viacom. A nova MTV que estava avaliando a viabilidade em realizar o evento decidiu não realizar a premiação em 2014 por priorizar produções como EMA, VMA e o World Stage. Mesmo assim, a premiação foi encerrada.
Em fevereiro de 2014, o antigo diretor da programação da MTV Brasil, Zico Góes recordou-se da Video Music Brasil de 2004 para fazer malta da emissora para pedir ao Caetano Veloso. Em maio de 2018, a MTV criou um grande prêmio musical do MTV Millennial Awards Brasil junto da denominação da antiga VMB.

## Fatos e curiosidades do VMB
- A cantora/banda Pitty são os maiores vencedores da história da premiação, com 16 prêmios no total.
- A cantora Marisa Monte, foi a segunda mulher que mais ganhou na premiação, com 8 prêmios no total.
- Os vencedores das categorias formadoras da Banda dos Sonhos sofreram poucas alterações desde a criação da categoria: Pitty, Japinha e Champignon venceram por três anos consecutivos (2005, 2006 e 2007) como Vocalista, Baterista e Baixista, respectivamente, e Fabrizio Martinelli foi eleito como Guitarrista em 2006 e 2007. Apenas em 2008 e 2009 a Banda dos Sonhos contou com outros vencedores, e em 2010 as categorias formadoras da Banda dos Sonhos foi extinta.
- A banda norte-americana Linkin Park é a maior vencedora da categoria Melhor Videoclipe Internacional com três prêmios consecutivos. Segundo fontes, a categoria foi criada na premiação de 2002 visando à vitória do grupo americano.
- O VMB de 2006 foi o primeiro a ser apresentado por três VJs: Marcos Mion, Cazé Peçanha e Daniela Cicarelli.
- No VMB de 2001, pela primeira e única vez, houve uma categoria destinada ao pior clipe: a categoria de O pior clipe do mundo, em referência ao programa de mesmo nome, apresentado por Marcos Mion (que apresentou a premiação daquele ano). O "vencedor" da categoria foi o clipe Green Hair (Japa Girl), do cantor Supla. Naquele ano, o clipe começara a ser exibido em todas as edições do programa, em qualquer tema.
- Caetano Veloso protagonizou uma dos momentos mais marcantes e desastrosos da história do evento. Ficando furioso ao vivo e em pleno palco, ele falou a seguinte frase: "Pessoal da MTV, vergonha na cara. Vamos começar de novo, e bota essa p... pra funcionar direito". O motivo foram os problemas técnicos referentes ao áudio que atrapalhavam sua apresentação com David Byrne no VMB de 2004. Depois de três blocos, a apresentação dos dois músicos foi realizada com sucesso.
- Outro momento desastroso foi no VMB de 2008. A apresentação da banda inglesa Bloc Party é considerada uma das piores apresentações da história da premiação. O maior motivo foi a performance com o auxilio de um playback, além de uma queda do palco com o vocalista Kele Okereke.
- Os Racionais MC's também fizeram história ao levar o VMB de 1998 na categoria escolha da audiência por "Diário de um Detento", além de um show memorável na premiação.
- O VMB de 1999 foi o primeiro a ser apresentado por um VJ da casa. Quem comandou a premiação naquele ano foi Cazé Peçanha.
- O VMB de 2006 foi o primeiro a ter um show internacional, da banda Living Things. Antes disso, artistas internacionais já haviam feito participações especiais em shows de bandas nacionais, como o ex-baixista do Metallica, Jason Newsted, que tocou com o Sepultura em 1998, e o ex-Talking Heads David Byrne, que se apresentou com Caetano Veloso em 2004. Outros artistas internacionais apresentaram prêmios no VMB, caso do cineasta Pedro Almodóvar, em 2001, e do vocalista do The Calling Alex Band, em 2004. Em 2007, Marilyn Manson e Juliette and the Licks se apresentaram. Já em 2008, aconteceram performances do Bloc Party e de Ben Harper (cantando sozinho e depois acompanhado por Vanessa da Mata). Em 2009, foi a vez de Franz Ferdinand e do rapper Ja Rule (em dueto com Wanessa). Em 2010, houve show da banda OK Go e o duo 3OH!3 apresentando o show da banda Fresno, e em 2011, a banda One Night Only se apresentou ao lado de Di Ferrero, vocalista do NX Zero.
- Apenas quatro bandas ganharam o principal prêmio do VMB (Escolha da Audiência, entre 1995 e 2006; e Artista do Ano, a partir de 2007) por mais de uma vez: as bandas Skank, Charlie Brown Jr., Pitty e NX Zero, todos com 2 prêmios cada um.
- Até 2006, ao contrário do VMA e do EMA, o VMB não tinha um troféu oficial. As estatuetas entregues aos vencedores variavam de acordo com o tema da premiação. A partir de 2007, o VMB adotou um cão como troféu.
- As edições da premiação já foram realizadas no Credicard Hall, Memorial da América Latina, Palácio das Convenções do Anhembi, Via Funchal e nos Estúdios Quanta, sempre em São Paulo. Atualmente, a premiação é realizada no Espaço das Américas.
- Marcos Mion e Marcelo Adnet foram os únicos a apresentar a premiação três vezes. Mion apresentou em 2001, 2006 (ao lado de Cazé Peçanha e Daniella Cicarelli) e 2008. Já Adnet, apresentou três vezes consecutivas, 2009, 2010 e 2011.
- Em 2009, Mion foi vencedor da categoria Twitter do ano, que aconteceu somente naquele ano.
- Em 2005, o ator e diretor Selton Mello apresentou o prêmio de Melhor Direção, no qual concorria como diretor do clipe "Flerte Fatal" da banda Ira!, porém o vencedor foi Luis Carone, diretor de "Você Sabe" dos Autoramas. Por dificuldades de acesso, Carone não conseguiu chegar ao palco para receber o troféu.
- Autoramas foi a 1º e única banda independente a ser a maior vencedora de uma edição: em 2005, venceram nas categorias de Melhor Direção, Melhor Edição e Melhor Videoclipe Independente.
- O VMB de 2009 contou com o maior número de categorias da história da premiação: 26 categorias no total, que resultaram em uma edição especial fora da premiação para entregar boa parte dos prêmios, chamada de VMB Antes.
- No VMB de 2004, os Vjs da MTV apareceram no fim fantasiados de super-heróis da Megaliga MTV de VJs Paladinos.
- No VMB de 2010, a banda Restart, vencedora de 5 premios naquele ano, foi vaiada enquanto recebia um premio. O vídeo virou febre, e o assunto Restart vaiado, foi um dos mais comentados na rede social Twitter. A MTV, principal apoiadora da banda, censurou a manifestação colocando comerciais durante o ocorrido. Em 2012, ao receber o prêmio de Hit do Ano, a banda foi vaiada mais uma vez .
- 2010 a equipe da MTV Video Music Brasil (VMB) criaram o seu novo projeto chamado Novos Nomes Brasileiros onde o público pode escolher, por meio de votação, quais são as bandas que vão bombar em 2010 no site do hotsite do projeto .
- Bandas/artistas de vários cantos do Brasil disputam o título de “Apostas do Ano” nas categorias  Pop, Rap, Rock, Eletrônico, Instrumental e Pagode & Samba no evento Novos Nomes Brasileiros da MTV Video Music Brasil (VMB) .
- Os cantores , os músicos e as bandas que tocaram no Novos Nomes Brasileiros  foram  :   Joseph Tourton , Bufalo, Fantasmagore, Fóssil, Labirinto, Malditas Ovelhas, Oceanic , Gameboys , Porto  e  Tigres Dente de Sabre .
- Nenhum deles ganharam no Novos Nomes Brasileiros  .
- No VMB de 2011, a premiação passou por reformulações. Ao oposto do VMB de 2009, a edição de 2011 promoveu 11 categorias, das quais 4 foram decididas pela audiência e as demais pela Academia MTV (júri especializado composto por 100 nomes, dentre os quais estão músicos, jornalistas, cineastas etc.). A edição de 2011 foi realizada nos Estúdios Quanta, em São Paulo. Com isso, a MTV Brasil teve uma edição com infraestrutura maior em relação às demais edições. A premiação usou 4 estúdios, divididos em VMB, VMBB, Shows e Pista de Dança. O slogan da premiação, "a música não para", refletiu a intenção da emissora para aquela edição, que era reunir aproximadamente 30 atrações musicais nos 3 palcos da noite. Além disso, as indicações para o prêmio de 2011 não contaram com representantes do Happy Rock e alguns outros artistas de sucesso pelo público jovem atual, o que causou revolta nos seus fãs. Para a direção musical da emissora, essa é uma forma de promover os artistas segundo suas próprias produções musicais, e não pela sua base de fãs.
- O VMB de 2011 foi a edição onde teve o maior número de atrações musicais, divididas em sete shows. Ao todo, foram quase 30 artistas espalhados pelos 3 palcos da premiação. Também foi a primeira edição gravada em um estúdio (Estudios Quanta) e foi também a primeira edição a contar com um produtor musical, no caso, o produtor Carlos Eduardo Miranda, conhecido por ser jurado do programa Qual é o Seu Talento? no SBT.
- A edição de 2011 teve destaque nos artistas do Hip-hop nacional. Criolo foi o grande vencedor da noite, levando 3 dos 5 prêmios que concorria. Já o rapper Emicida ganhou o principal prêmio da noite, o de Artista do Ano. Desde 1998, um artista de rap não ganhava a categoria principal da premiação.
- Na edição de 2012, após uma disputa acirrada com o grupo ConeCrewDiretoria, a banda Restart levou a estatueta de Hit do ano, uma das únicas categorias em que o voto popular era o fator de decisão. Novamente a banda foi alvo de vaias da audiência, e ao chegar para receber o prêmio os integrantes da banda, além de falarem que "pode vaiar, cada um é livre para gostar do que quiser", ironizaram o grupo, dizendo que já tinham ganho 6 estatuetas, e que não precisaram ofender ninguém para chegar a esse número, fazendo referência ao fato dos fãs da banda, apoiados pelo pai de um dos integrantes da produção do grupo, terem ofendido durante todo o dia da premiação, através do Twitter a banda e seus fãs. Depois da premiação, o mesmo indivíduo fez severas criticas a MTV Brasil, dizendo que havia conchavos para que representantes do rap paulista ganharem, como Criolo e Emicida e criticando o fato do grupo de rap Racionais MC's ter concorrido e ganho uma categoria que a ConeCrewDiretoria também concorria (Clipe do ano), alegando que os mesmos, por já serem consagrados, deveriam dar espaço para os artistas novos.
- Por duas vezes, houve empate entre dois indicados na votação para um prêmio: em 1999, na categoria Melhor Videoclipe de Pop, e em 2012, na categoria Música do Ano. Em ambos os casos, os dois indicados empatados receberam o prêmio.
- Em 2013, o evento não foi realizado devido a entrega da marca MTV á Viacom. Mesmo o prêmio foi descontinuado.[2]

### Lista dos vencedores por ranking[6]
| Rank | Artista                 | Total de Estatuetas |
| ---- | ----------------------- | ------------------- |
| 1    | Pitty                   | 15                  |
| 1    | Os Paralamas do Sucesso | 15                  |
| 3    | O Rappa                 | 13                  |
| 4    | Skank                   | 12                  |
| 5    | Marcelo D2              | 9                   |
| 6    | Marisa Monte            | 8                   |
| 7    | CPM 22                  | 7                   |
| 7    | NX Zero                 | 7                   |
| 8    | Gabriel, o Pensador     | 6                   |
| 8    | Pato Fu                 | 6                   |
| 8    | Restart                 | 6                   |
| 12   | Charlie Brown Jr.       | 5                   |
| 12   | Raimundos               | 5                   |
| 12   | Fresno                  | 5                   |
| 15   | Titãs                   | 4                   |
| 15   | Criolo                  | 4                   |
| 17   | Emicida                 | 3                   |
| 17   | Gaby Amarantos          | 3                   |
| 17   | Racionais MC's          | 3                   |
| 18   | Daniela Mercury         | 2                   |
| 19   | Wado                    | 1                   |

## Edições
| Ano  | Data           | Local                             | Apresentador                                  | Apresentador online | Tema da edição            | Escolha da audiência Artista do ano Video do Ano |
| ---- | -------------- | --------------------------------- | --------------------------------------------- | ------------------- | ------------------------- | ------------------------------------------------ |
| 1995 | 31 de agosto   | Memorial da América Latina        | Marisa Orth                                   | —                   | —                         | Os Paralamas do Sucesso                          |
| 1996 | 22 de agosto   | Palácio das Convenções do Anhembi | Pedro Cardoso                                 | —                   | —                         | Skank                                            |
| 1997 | 14 de agosto   | Palácio das Convenções do Anhembi | Pedro Cardoso                                 | —                   | —                         | Skank                                            |
| 1998 | 13 de agosto   | Palácio das Convenções do Anhembi | Carlinhos Brown                               | —                   | Tesão                     | Racionais MC's                                   |
| 1999 | 19 de agosto   | Via Funchal                       | Cazé Peçanha                                  | —                   | A cara do Brasil          | Raimundos                                        |
| 2000 | 10 de agosto   | Credicard Hall                    | Luana Piovani                                 | —                   | 50 anos da TV             | O Rappa                                          |
| 2001 | 16 de agosto   | Credicard Hall                    | Marcos Mion                                   | —                   | Futuro fantástico         | Charlie Brown Jr.                                |
| 2002 | 22 de agosto   | Credicard Hall                    | Fernanda Lima                                 | —                   | —                         | Titãs                                            |
| 2003 | 30 de setembro | Palácio das Convenções do Anhembi | Fernanda Lima                                 | —                   | —                         | Charlie Brown Jr.                                |
| 2004 | 5 de outubro   | Palácio das Convenções do Anhembi | Selton Mello                                  | —                   | —                         | Pitty                                            |
| 2005 | 29 de setembro | Credicard Hall                    | Selton Mello                                  | —                   | —                         | CPM 22                                           |
| 2006 | 28 de setembro | Credicard Hall                    | Cazé Peçanha, Daniella Cicarelli, Marcos Mion | —                   | —                         | Pitty                                            |
| 2007 | 27 de setembro | Credicard Hall                    | Daniella Cicarelli                            | João Gordo          | Música por todos os lados | NX Zero                                          |
| 2008 | 2 de outubro   | Credicard Hall                    | Marcos Mion                                   | Marcelo Adnet       | Transe hipnótico coletivo | NX Zero                                          |
| 2009 | 1 de outubro   | Credicard Hall                    | Marcelo Adnet                                 | Didi Effe           | Escolha suas armas        | Fresno                                           |
| 2010 | 16 de setembro | Credicard Hall                    | Marcelo Adnet                                 | Marimoon            | A TV do futuro            | Restart                                          |
| 2011 | 20 de outubro  | Estúdios Quanta                   | Marcelo Adnet                                 | Bento Ribeiro       | A música não para         | Emicida                                          |
| 2012 | 20 de setembro | Espaço das Américas               | —                                             | —                   | Cultura de rua            | Gaby Amarantos                                   |

## Categorias

### Categorias Atuais
- Vídeo do Ano
- Artista Revelação
- Melhor Vídeo de um Artista Masculino
- Melhor Vídeo de um Artista Feminina
- Melhor Vídeo Pop
- Melhor Vídeo Rock
- Melhor Vídeo Rap
- Melhor Colaboração
- Melhor Vídeo Com Uma Mensagem Social
- Melhor Coreografia
- Melhor Direção Artística
- Melhor Cinematográfia
- Melhor Realização
- Melhor Vídeo Internacional
- MTV Ícone Legendário

### Categorias Extintas
- Clipe do ano
- Hit do ano
- Melhor disco
- Melhor música
- Melhor capa
- Revelação
- Aposta MTV
- Melhor artista masculino
- Melhor artista feminino
- Artista do ano
- Melhor banda
- Artista internacional
- Melhor videoclipe de animação
- Melhor videoclipe de axé
- Melhor videoclipe de pagode
- Escolha da audiência
- Melhor videoclipe de pop
- Melhor videoclipe de rock
- Melhor videoclipe
- Melhor videoclipe de rap
- Melhor videoclipe independente
- Melhor democlipe
- Melhor videoclipe de música eletrônica
- Melhor videoclipe internacional
- Melhor website de banda ou artista
- Pior Clipe do Mundo
- Melhor performance ao vivo em videoclipe
- Melhor videoclipe do Ano
- Melhor direção
- Melhor direção de arte
- Melhor edição
- Fotografia
- VC Fez
- Blog do Ano
- Twitter do Ano
- Vocalista (Banda dos Sonhos)
- Guitarrista (Banda dos Sonhos)
- Baixista (Banda dos Sonhos)
- Baterista (Banda dos Sonhos)
- Filme / Documentário Musical do Ano
- Rock
- Pop
- MPB
- Rap
- Eletrônico
- Rock Alternativo
- Hardcore
- Samba
- Reggae
- Instrumental
- Aposta Internacional
- Webstar do Ano
- Game do Ano
- Webhit
- Webclipe
- Clip do Ano